# PartyNextDoor
Jahron Anthony Brathwaite (Mississauga, Ontario, 3 de julio de 1993), más conocido por su nombre artístico como PartyNextDoor (estilizado como PARTYNEXTDOOR) es un rapero, cantante, compositor y productor musical canadiense, Fue el primer artista en firmar con el sello discográfico de Drake, OVO Sound, un sello de Warner Records en 2013. Lanzó su primer EP el 1 de julio de 2013, en virtud de OVO Sound.

## Carrera
A inicios de su carrera, PartyNextDoor producía música electrónica y R&B bajo su nombre real Jahron Brathwaite (Jahron B).  Su primer mixtape, PartyNextDoor, fue lanzado a través de iTunes el 1 de julio de 2013. En octubre de 2013, comenzó una gira con Drake, Future y Miguel de la cual promocionaba Drake la cual fue conocida como "Would you Like a Tour?" . Su segundo álbum, PartyNextDoor Two, fue lanzado el 29 de julio de 2014. El 3 de diciembre de 2014, PartyNextDoor lanzó su segundo EP titulado "PNDColours". Él también dio a conocer las fechas de gira mundial llamada "PND Live", que incluye las ciudades de América del Norte y Europa.

## Discografía

### Álbumes de estudio
| Título            | Detalles | Posiciones en listas | Posiciones en listas | Posiciones en listas | Posiciones en listas | Posiciones en listas | Posiciones en listas | Posiciones en listas | Posiciones en listas | Certificaciones |
| Título            | Detalles | AU                   | BE                   | CA                   | IE                   | NL                   | NZ                   | UK                   | US                   | Certificaciones |
| ----------------- | --- | -------------------- | -------------------- | -------------------- | -------------------- | -------------------- | -------------------- | -------------------- | -------------------- | --------------- |
| PartyNextDoor Two | - Lanzamiento: 29 de julio de 2014 - Discográfica: OVO Sound, Warner Bros - Formatos: CD, LP, descarga digital        | —                    | —                    | 19                   | —                    | —                    | —                    | 66                   | 15                   | - RIAA: Gold    |
| PartyNextDoor 3   | - Lanzamiento: 12 de agosto de 2016 - Discográfica: OVO Sound, Warner Bros - Formatos: CD, LP, descarga digital       | 13                   | 24                   | 3                    | —                    | 42                   | —                    | 11                   | 3                    | - RIAA: Gold    |
| Partymobile       | - Lanzamiento: 27 de marzo de 2020 - Discográfica: OVO Sound, Warner Bros - Formatos: CD, LP, descarga digital        | 22                   | 14                   | 3                    | 29                   | 17                   | 27                   | 7                    | 8                    | - RIAA: Gold    |
| PartyNextDoor 4   | - Lanzamiento: 26 de abril de 2024 - Discográfica: Santa Anna Label Group, OVO Sound - Formatos: LP, descarga digital | 62                   | 90                   | 13                   | —                    | 82                   | 26                   | 26                   | 10                   |                 |

### EPs y sencillos
| Título        | Detalles del álbum                                                                                       | Número de posiciones | Número de posiciones | Ventas      |
| Título        | Detalles del álbum                                                                                       | US R&B/HH            | US R&B               | Ventas      |
| ------------- | --- | -------------------- | -------------------- | ----------- |
| PartyNextDoor | - Lanzamiento: 1 de julio de 2013 - Discografía: OVO Sound, Warner Bros - Formatos: CD, descarga digital | 34                   | 17                   | - US: 2,000 |
| PNDColours    | - Lanzamiento: 3 de diciembre de 2014 - Discografía: OVO Sound - Formatos: descarga digital              | —                    | —                    |             |

### Sencillos

#### Como artista principal
| "Over Here" (feat Drake)                                                                        | 2013 | — | —  | — | —  | PartyNextDoor     |
| "Recognize" (feat Drake)                                                                        | 2014 | — | 28 | 9 | 96 | PartyNextDoor Two |
| "Sex on the Beach"                                                                              | 2014 | — | —  | — | —  | PartyNextDoor Two |
| "No Feelings" (feat Travi$ Scott)                                                               | 2015 | — | —  | — | —  | TBA               |
| "-" Indica una grabación que no fue lanzada en ese territorio.o no se tiene información de ella |      |   |    |   |    |                   |

### Otras apariciones
- More Life - Drake - (18 de marzo de 2017) - OVO Sound / Young Money
  - "Since Way Back" (feat Drake) (2017) - OVO Sound / Young Money

| Título                      | Año  | Artista(s)               | Álbum                                |
| --------------------------- | ---- | ------------------------ | ------------------------------------ |
| "Own It"                    | 2013 | Drake                    | Nothing Was the Same                 |
| "Come Thru"                 | 2013 | Drake                    | Nothing Was the Same                 |
| "Realest In The City"       | 2014 | P Reign, Meek Mill       | Dear America                         |
| "Nothing But Net"           | 2015 | Travi$ Scott, Young Thug | NA                                   |
| "Preach"                    | 2015 | Drake                    | If You're Reading This It's Too Late |
| "Wednesday Night Interlude" | 2015 | Drake                    | If You're Reading This It's Too Late |
| "Deserve It "               | 2015 | Big Sean                 | Dark Sky Paradise                    |
| "Clique'd Up"               | 2015 | King Louie               | Drilluminati 3                       |
| "Stuck on Stacks"           | 2015 | P. Reign                 | Off the Books                        |
| "Truth for You"             | 2015 | Amir Obe                 | Happening In the Grey Area           |
| "I'm Good"                  | 2015 | Amir Obe                 | Happening In the Grey Area           |
| "Still Got Time"            | 2017 | ZAYN                     | Still got time                       |